# Strobilanthes anceps
Strobilanthes anceps är en akantusväxtart som beskrevs av Christian Gottfried Daniel Nees von Esenbeck. Strobilanthes anceps ingår i släktet Strobilanthes och familjen akantusväxter. Utöver nominatformen finns också underarten S. a. microstachya.